# 미디어 프랜차이즈
멀티미디어 프랜차이즈(multimedia franchise) 또는 미디어 프랜차이즈는 지적 재산권(IP)이 있는 원작 매체를 영화, 텔레비전, 소설, 비디오 게임 등의 다른 매체로 전개하는 상업 전략의 일환이다.

## 같이 보기
- 원 소스 멀티 유즈
- 미디어 믹스
- 프랜차이즈